# Francesco Rustici
Francesco Rustici, ook wel bekend als Rustichino (Sienna, 1592 - aldaar, 1625-1626) was een Italiaans barokschilder. Hij wordt gerekend tot de caravaggisten.

## Leven en werk
Rustici werd geboren in een familie van kunstschilders. Het vak leerde hij van zijn vader, die hem opleidde in een maniëristische stijl. Ook de invloed van de Sienese schilder Domenico Beccafumi is herkenbaar in zijn vroege werken. Later kwam hij onder invloed van Caravaggio en Orazio Gentileschi, en kenmerkten zijn werken zich door een sterk gebruik van chiaroscuro, met nocturiale effecten. In 1624-1625 verbleef hij in Rome, waar hij onder andere werken van Gerrit van Honthorst bestudeerde.
Rustici kreeg opdrachten van vooraanstaande personen, waaronder Maria Magdalena van Oostenrijk en leden van de Barberini-familie. Ook werkte hij veel voor de kerken in Siena. Hij overleed rond 1626, niet ouder dan 34 jaar. Hij liet een klein oeuvre na. Zijn werk is onder andere te zien in het Uffizi te Florence, het Palazzo Borghese te Rome en diverse kerken te Siena, waaronder de Sint-Dominicusbasiliek.

## Portretten

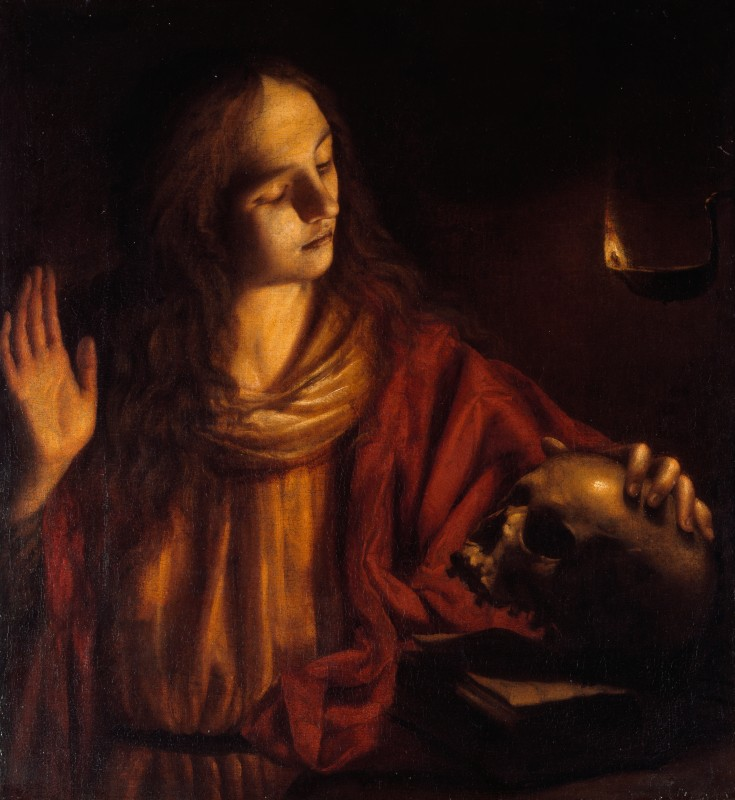
Magdalena, Fondazione Cariplo, Milaan, eerder toegewezen aan George de La Tour.
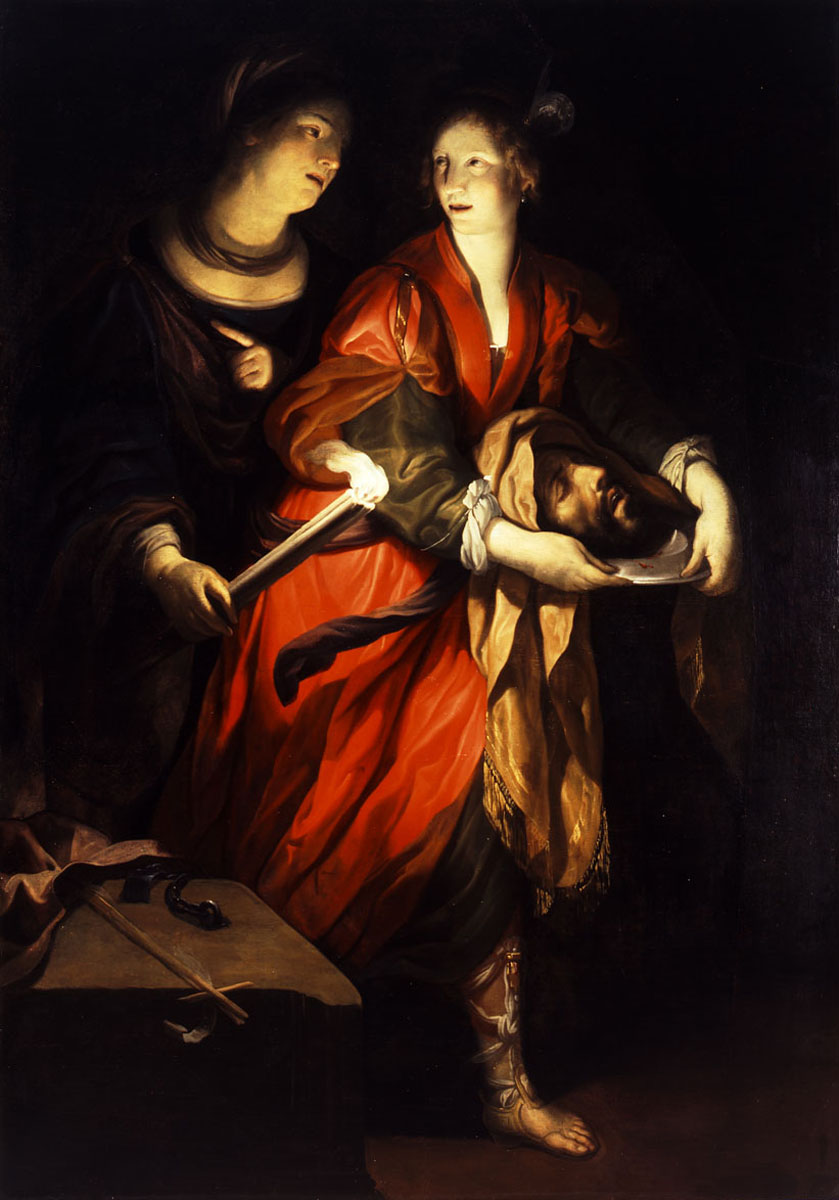
Salomé, Szépművészeti Múzeum, Boedapest.
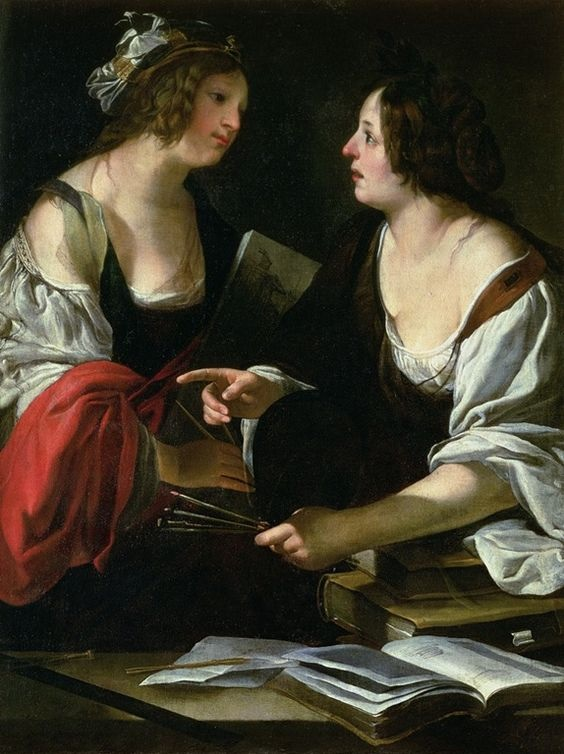
Allegorie van Schilderkunst en Architectuur, Uffizi.
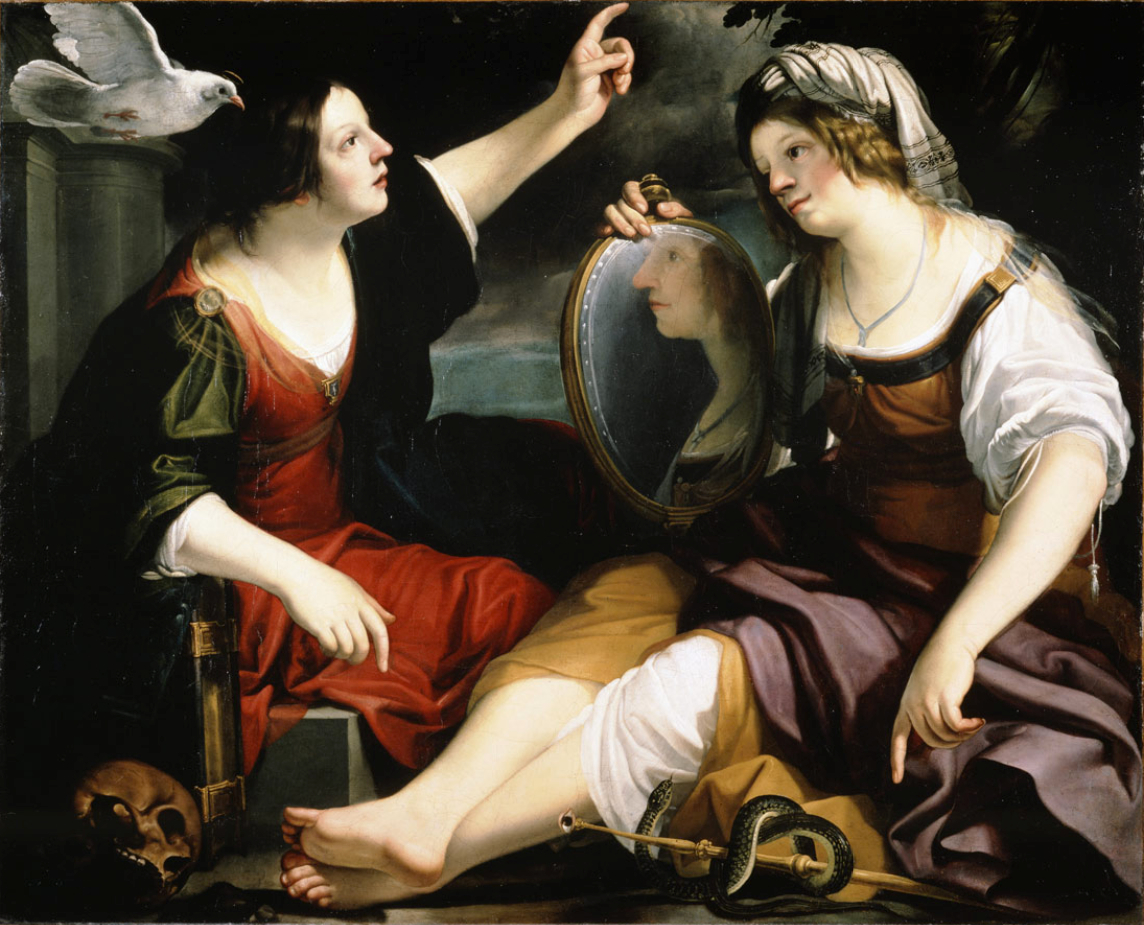
Francesco Rustici: Wijsheid en voorzichtigheid, Museo San Donato, Siena.
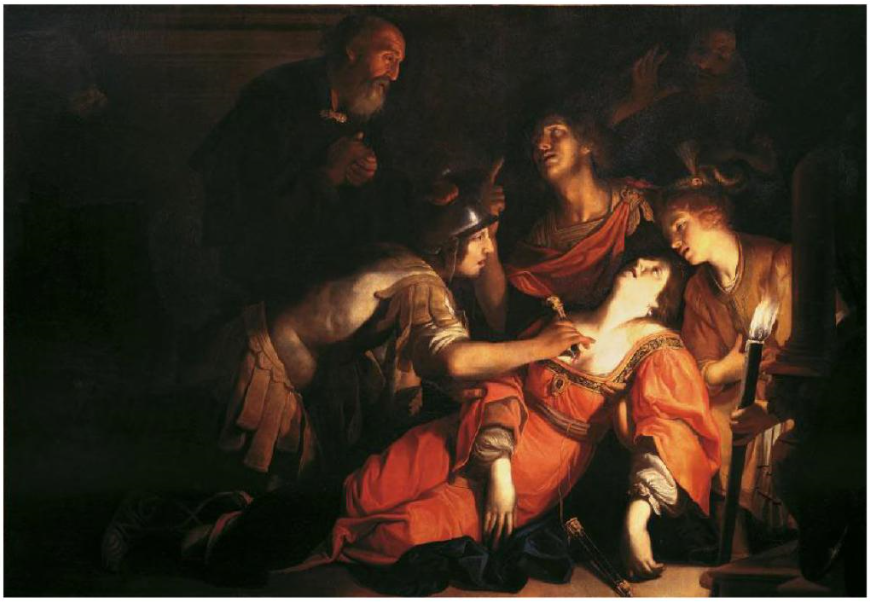
De dood van Lucrecia, Uffizi, gemaakt in opdracht van Maria Magdalena van Oostenrijk.